# Храм Ризоположения на Донской
Храм в честь Положе́ния честно́й Ри́зы Госпо́дней в Успе́нском собо́ре в Москве на Донско́й — православный храм в Донском районе Москвы. Относится к Донскому благочинию Московской епархии Русской православной церкви.

## История
|  |

Первый деревянный храм сооружён в 1625 году в Донской слободе, на месте торжественной встречи московским духовенством в 1625 году посольства персидского шаха Аббаса I, передавшего в дар царю Михаилу Фёдоровичу и патриарху Филарету одну из наиболее почитаемых святынь христианского мира — Ризу Господню, частицу одежды, в которой Христа вели на Голгофу. Ранее риза была захвачена шахом в Грузии. Риза была возложена на особый престол под сенью в Успенском соборе Кремля, на месте встречи сооружён деревянный храм, позже — обелиск, сохранившийся поныне. С тех пор в российском церковном календаре появилась новая запись: «Положение честной ризы Господа нашего Иисуса Христа в Москве (1625)». Праздник этот 10 июля отмечается лишь одной православной церковью — Русской.
Каменная церковь построена на месте деревянной в 1680 году (освящена в 1690) (по другим данным, в 1701) в стиле московского барокко. В 1701 году построен придел великомученицы Екатерины. В середине XVIII века на левой стороне трапезной выгородили северный придел в честь апостола Иакова, перенесённый в новую «прикладку» к трапезной при её расширении в конце 1880-х годов.
В 1885 году с подачи настоятеля храма протоиерея В. П. Рождественского был поднят вопрос об обновлении и реконструкции церкви. В сентябре 1886 года получено разрешение на ремонт и перестройку храма по проекту и под руководством архитектора А. С. Каминского. В 1886—1889 годах трапезная часть храма была расширена к северу, к основанию колокольни пристроены служебные помещения. Золочёные иконостасы боковых приделов также созданы по рисункам Каминского, в стиле иконостаса главного (Ризоположенского) придела. Иконы для них написал художник Я. И. Ручкин, им же выполнена живопись на стенах. В сентябре 1889 года было совершено освящение вновь возобновлённых двух приделов. В 1894 году Великое освящение обновлённого храма совершил епископ Дмитровский Нестор. С тех пор внешний вид храма не менялся. Среди московских храмов XVII—XVIII веков она выделяется стройными пропорциями четверика, завершённого аттиком и выразительным пятиглавием. Интерьер церкви сохранил барочное лепное убранство середины XVIII века, к этому же времени относится замечательный барочный иконостас.
В XX веке храм не закрывался. В 1930-х годах его настоятелем был священномученик Александр Хотовицкий, арестованный и расстрелянный в 1937 году. В 1944—1960 годах в храме находилась кафедра архиепископа Можайского Макария (Даева); в 1949—1963 годах в клире храма состоял протоиерей Николай Голубцов. С 2011 по день кончины в 2020 году почётным настоятелем храма был митрополит на покое Иов.

## Престолы
- Главный — в честь праздника Положения Ризы Господней
- Придел апостола Иакова Алфеева.
- Придел великомученицы Екатерины

## Святыни
- Аналойная икона «Положение ризы Господней в Москве» с серебряным крестом и частицей Ризы Господней. Передана из кремлёвского Успенского собора (подарена патриархом Алексием I в 1951 году к 250—летию со дня основания храма)[4]
- Образ-складень с частицей мощей Иакова Алфеева (лобная кость) и частицами мощей (70) других святых. Поступил в храм в 1857 году от нежинского грека Кириака Анастасиева Буба по благословению святителя Филарета, митрополита Московского[5]. Икона похищена из храма. За любую информацию, способствующую её поиску, приход гарантирует достойное вознаграждение[6]
- Икона Божией Матери «Взыскание погибших».
- Икона великомученицы Екатерины.
- Икона Блаженной Матроны Московской с частицей мощей.